# 金性俊
金 性俊（キム・ソンジュン、朝鮮語: 김성준、英語: Sung-Jun Kim、1953年6月3日 - 1989年2月3日））は、韓国のプロボクサー。釜山市出身。元WBC世界ライトフライ級王者。

## 来歴
1971年12月28日、大韓民国（以後、単に韓国）でプロデビュー。
1975年8月31日、11戦目で韓国ライトフライ級王座を獲得した。同王座は2度防衛後に返上するも、1977年1月22日に再獲得し、さらに1度の防衛に成功した。
1978年1月26日、25戦目でOBF東洋ライトフライ級王者鄭相一に挑戦し、12回判定勝ちで王座を獲得した。
1978年3月25日、初防衛戦で天龍数典と対戦し、3回KO勝ちで初防衛に成功した。
1978年7月9日、2度目の防衛戦で鄭相一と再戦し、12回判定負けで王座から陥落した。
1978年9月30日、30戦目で世界初挑戦。WBC世界ライトフライ級王者ネトルノイ・ソー・ボラシングに挑戦し、3回KO勝ちで世界王座を獲得した。
1979年には3度の防衛戦を行い、王座を防衛。
1980年1月3日、4度目の防衛戦で中島成雄と対戦し、15回判定負けで王座から陥落した。
1980年5月9日、のちのIBF世界スーパーバンタム級王者李承勲と対戦し、10回判定負け。
1980年7月28日、1階級上のWBC世界フライ級王者大熊正二に挑戦し、15回判定負けで2階級制覇に失敗した。
その後は、ミゲル・カントやラファエル・オロノに敗れ、1982年7月11日の試合を最後に引退した。
引退後はパンチドランカー症状や貧困に悩まされ、1989年2月3日、ソウル市内でビルから飛び降りて自殺した。35歳没。

## 獲得タイトル
- 第3代OPBF東洋太平洋ライトフライ級王座（防衛1）
- WBC世界ライトフライ級王座（防衛3）